# Kobayashi (Giappone)
Kobayashi (小林市?) è una città giapponese della prefettura di Miyazaki.